# Дамбаев, Георгий Цыренович
Гео́ргий Цыре́нович Дамба́ев (род. 18 июня 1942, с. Холой, Кяхтинский район, Бурят-Монгольская АССР, РСФСР, СССР) — известный учёный-медик, директор Томского НИИ медицинских материалов и имплантатов с памятью формы (СибГМУ), доктор медицинских наук, профессор СибГМУ, член-корреспондент РАН (РАМН, 1997), Заслуженный деятель науки Российской Федерации. Заведующий Кафедрой госпитальной хирургии СибГМУ с курсом сердечно-сосудистой хирургии.

## Биография
Родился в крестьянской бурятской семье в селении близ российско-монгольской границы.
После отличного окончания средней школы, в 1959 году поступил, а в 1965 окончил Читинский государственный медицинский институт.
В 1971 году окончил клиническую спецординатуру при Томском медицинском институте (ТМИ) и уехал для практической работы в Забайкалье.
В 1973 году защитил кандидатскую диссертацию на тему «Механоэлектрический метод регистрации моторики желудочно-кишечного тракта». С 1965 по 1969 год работал хирургом участковой больницы посёлка Баляга Читинской области, с 1971 по 1976 год — заведующим хирургическим отделением Петровск-Забайкальской городской больницы № 1.
В 1976 году молодой кандидат медицинских наук получил приглашения для научной работы в городе Томске, вскоре он становится заведующим клиникой Кафедры общей хирургии Томского медицинского института. В 1977 году переведён на должность ассистента, а затем доцента этой же кафедры. В то время он и его коллеги занимались изучением моторики желудочно-кишечного тракта (ЖКТ) и её автономной электростимуляции, а также изменения тимуса у пациентов с прогрессирующей кардиомышечной дистрофией. Электростимуляция ЖКТ в дальнейшем будет известна как томское изобретение «Кремлёвская электронная таблетка» или «АЭС ЖКТ», до 1990-х гг. производство которой осуществлялось в Томске на предприятии «НИИПП». Эти исследования легли в основу докторской диссертации.
После защиты докторской диссертации в 1989 году Г.Ц. Дамбаев избран на должность заведующего Кафедрой госпитальной хирургии с курсом онкологии Сибирского государственного медицинского университета. Звание профессора присвоено Г.Ц. Дамбаеву в 1990-м году.
В 1997 году Георгий Цыренович Дамбаев избран членом-корреспондентом Российской академии медицинских наук (РАМН), после реорганизации которой в 2014 году он становится, соответственно, членом-корреспондентом Российской академии наук (РАН). Георгий Цыренович Дамбаев является членом-корреспондентом Российской академии технических наук (1995), членом двух диссертационных советов — по онкологии в Томском НИИ онкологии и по хирургии в Сибирском государственном медицинском университете, председателем Общества хирургов Томской области, членом Международной академии SME (имплантаты с памятью формы), членом редакционных коллегий журналов «Сибирский медицинский журнал» и «Имплантаты с памятью формы». Является приглашённым профессором-лектором для ряда вузов, в том числе для Бурятского государственного университета (Улан-Удэ, Республика Бурятия), Медицинского университета Монголии (Улан-Батор, Монгольская Народная Республика), одного из университетов Республики Корея.
Семья 

Супруга — Дамбаева Галина Петровна (1937—2021), известный томский врач-гинеколог. Дочери: Куценко Ирина Георгиевна (1966 г.р.) — доктор медицинских наук, зав. кафедрой акушерства и гинекологии Сибирского государственного медицинского университета, Дамбаева Елена Георгиевна (1973—2011 г.р.) доцент кафедры госпитальной хирургии Сибирского государственного медицинского университета.

## Научная деятельность
Научные исследования Георгия Цыреновича Дамбаева посвящены реконструктивной хирургии пищевода, желудка, кишечника при опухолевой патологии; новым хирургическим технологиям с применением биосовместимых имплантатов, обладающих эффектом памяти формы. Под руководством Г. Ц. Дамбаева разработаны принципиально новые виды операций.
Профессором Г. Ц. Дамбаевым созданы новые методы изучения моторной функции полых органов для оценки результатов хирургических операций на органах грудной и брюшной полостей, оригинальные датчики и приборы. Под руководством Г.Ц. Дамбаева разработаны принципиально новые виды операций: резекция кардиального отдела желудка, новый метод панкреатодуоденальной резекции, новый способ создания арефлюксных анастомозов пищевода, желудка, тонкой и толстой кишки. При раке этих локализаций предложены методики формирования искусственного ануса с жомом на передней брюшной стенке и промежности после экстирпации прямой кишки по поводу онкологического заболевания. С начала 1990-х гг. под руководством Г.Ц. Дамбаева в Томского НИИ онкологии ТНЦ СО РАМН были организованы исследования по созданию имплантатов с памятью формы в лечении больных злокачественными новообразованиями области головы и шеи, костного скелета.
В XXI веке Г.Ц. Дамбаев становится инициатором и организатором НИИ материалов и имплантатов с памятью формы при Томском государственном университете.
Под руководством Г.Ц. Дамбаева экспериментально обосновано применение в онкологии фетальных клеток, иммобилизованных на носителе из пористого никелидтитана. Ведутся исследования по трансплантации печени и почек с использованием полубиологических сосудистых протезов в эксперименте, а также исследования по формированию устойчивой иммунологической толерантности у взрослых животных. Разработаны методики по замещению дефектов костной ткани при воспалении и опухолевой патологии.
Г.Ц. Дамбаев — автор более 300 научных работ, он автор более 60 изобретений; имеет более 400 публикаций в открытой печати, в том числе более 20 монографий. Наиболее важные из них: «Эффекты памяти формы и их применение в медицине» (1992), «Сквозная резекция печени с использованием имплантатов из сплава с памятью формы» (1992), «Резекция желудка с искусственным жомом в области анастомоза в хирургии гастродуоденальных язв» (1993), «Функциональное состояние органов и систем у больных прогрессирующей мышечной дистрофией» (1994), «Автономные электростимуляторы организма человека и животных» (1995), «Пористые проницаемые сверхэластичные имплантаты в хирургии» (1996), «Интоксикационный синдром при аппендикулярном перитоните» (1997), «Использование новых технологий в лечении перитонита» (1998), «Медицинские материалы и имплантаты с памятью формы» (1998), «Автономные электростимуляторы желудочно-кишечного тракта» (на корейском языке, 1999), «Автономные электростимуляторы желудочно-кишечного тракта» (1999), «Delay Law and New Class of Materials and Implants in Medicine» (2000), «Новые аспекты патогенеза, диагностики и лечения критической ишемии нижних конечностей» (2001), «Гемангиомы» (2001), «Надэпителиальный слизистый слой желудочно-кишечного тракта и его функциональное значение» (2002), «Замещение пострезекционных дефектов грудной клетки имплатантами из никелида титана» (2012), «Медицинские материалы и имплантаты с памятью формы» (серия статей) и другие.
Под руководством Г.Ц. Дамбаева к 2010 году выполнено и защищено 10 докторских и 30 кандидатских диссертаций. Среди его учеников, в частности, — профессора и доктора медицинских наук М. С. Дерюгина, Г. К. Жерлов, Т. Б. Комкова, В. А. Шалыгин.

## Награды и звания
- орден «За заслуги перед Отечеством» IV степени (25.08.2022)[11]
- медаль ордена «За заслуги перед Отечеством» II степени (25.12.1996)[12]
- орден «Томская Слава» (27.06.2017)[13]
- почётный знак (орден) «Гордость Томска» Администрации города Томска (27.06.2017)
- золотая медаль ВДНХ «За успехи в народном хозяйстве СССР» (Москва, 1984)
- медаль «70 лет Томской области» (2014)
- медаль «400 лет Томску. За заслуги перед городом» (2004)
- медаль Агвана Доржиева (награда Бурятского государственного университета, 2012)
- золотая медаль лауреата премии Международной выставки научных разработок. Брюссель, 2000 год
- медаль «Профессионал России» (решение регистрационного Совета Республики Башкортостан по общественным наградам России, 2007
- Почётная грамота Государственной Думы Томской области (31.05.2007).
- почётное звание «Заслуженный деятель науки Российской Федерации» (24.06.2014)
- почётное звание «Заслуженный деятель науки Республики Бурятия» (2003)
- звание Почётного профессора СибГМУ (2017)[14]
- звание Почётного профессора Медицинского университета Монголии (2006)
- член-корреспондент Российской Академии Наук (с 1997, избран в составе РАМН)
- член-корреспондент Российской академии технических наук (1995)
- член Международной академии SME (имплантаты с памятью формы)
- победитель в номинации «Лидерство» в конкурсе на премию «Человек года в Томской области — 2010»